# حنجرة هوائية (أداة)
الحنجرة الهوائية (بالإنجليزية: Pneumatic larynx)‏ هو جهاز يستعمل لمساعدة الشخص على التحدث بعد استئصال الحنجرة، ويقوم باستعمال الهواء لإصدار صوت همهمة والذي يتم تحويله إلى كلام بحركة الشفة واللسان وشراع الحنك.